# Хокло в Гонконге

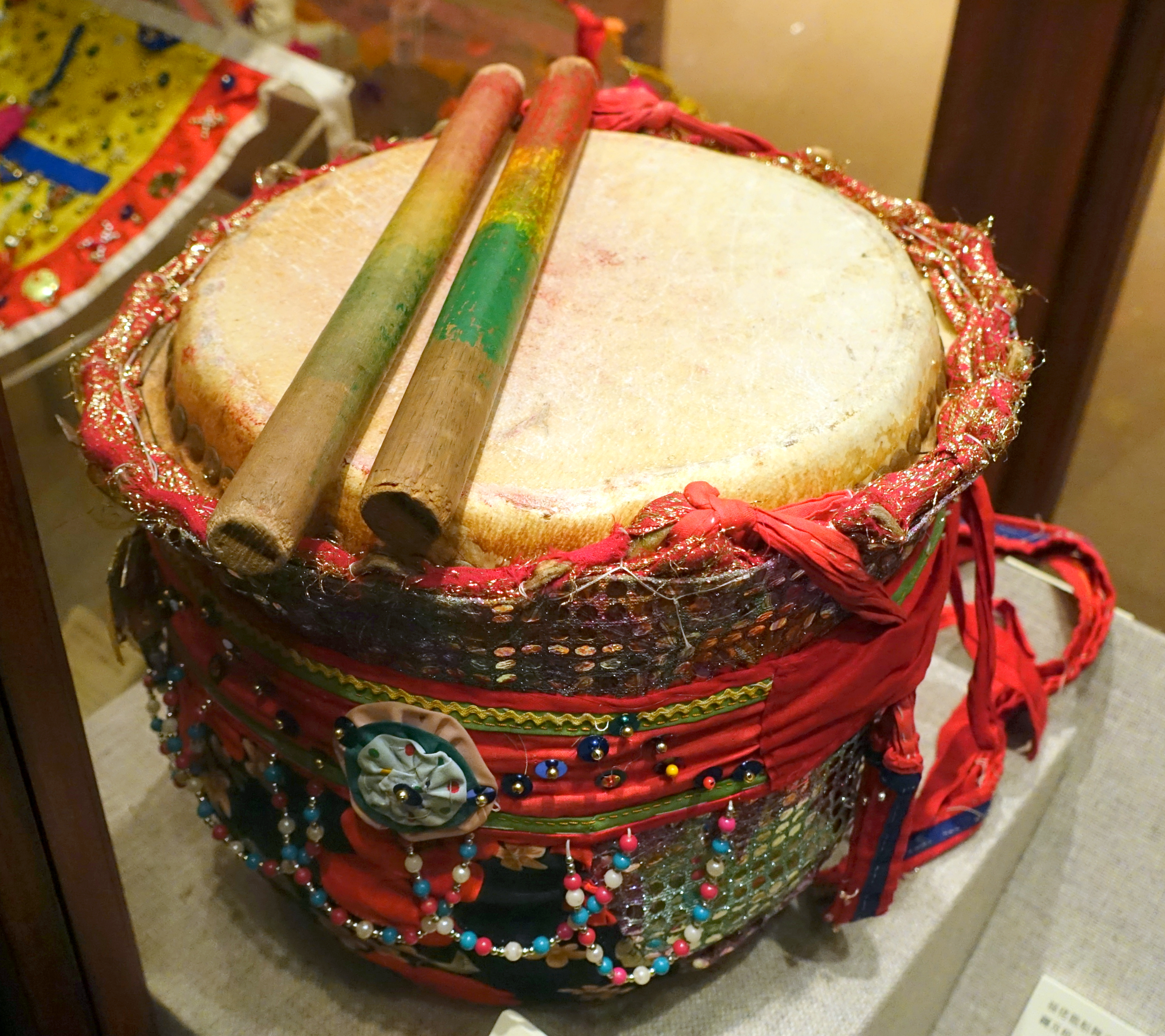
Барабан хокло, хранящийся в Гонконгском музее истории

Хокло (также известны как фулао и хоккиен, англ. Hoklo people, англ. Hokkien people, кит. 闽南民系, кит. 福建儂) — одна из крупнейших этнолингвистических групп населения Гонконга. Предки гонконгских хокло происходят из южной части провинции Фуцзянь (округа Чжанчжоу, Сямынь, Цюаньчжоу и отчасти Лунъянь), поэтому в русскоязычной литературе их нередко именуют фуцзяньцы. Хокло разговаривают на диалекте хоккиен (泉漳片, он же — цюаньчжанское наречие, 泉漳話), который относится к южноминьскому языку.
Гонконгские хокло обладают самобытной музыкальной и танцевальной культурой, имеют собственную кухню (направление фуцзяньской кухни). Хокло Гонконга поддерживают контакты с земляками в материковом Китае, на Тайване, в Малайзии, Сингапуре, Индонезии, на Филиппинах и в США.

## История

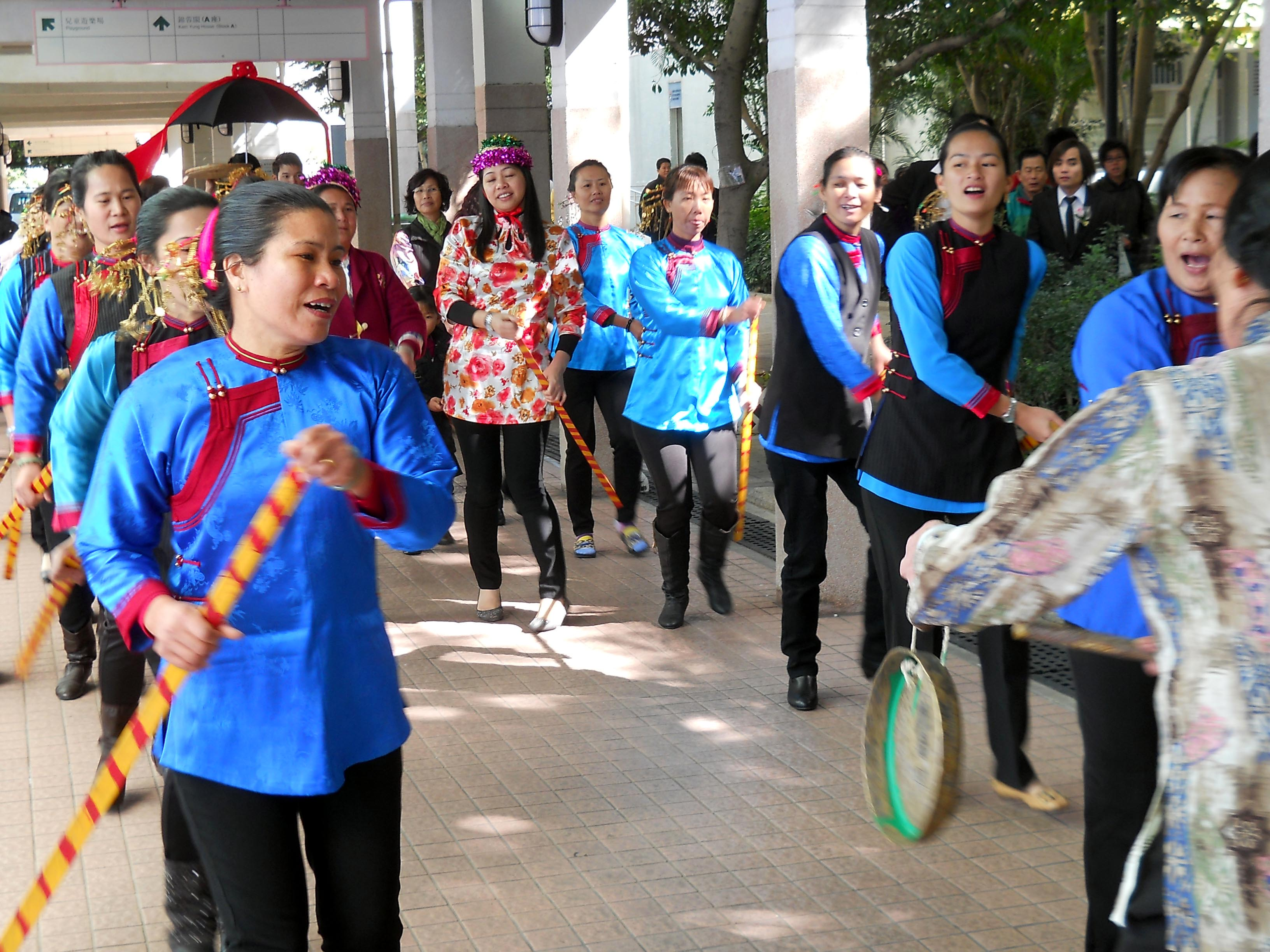
Гонконгские хокло, исполняющие танец драконьих лодок

Издревле хокло селились на территории современного Гонконга в качестве рыбаков, пиратов и рабочих соляных промыслов. Часть из них жила в изолированных деревнях, часть — смешивалась с местными чаошаньцами, кантонцами и тайшаньцами, значительно реже — с хакка и даньцзя. В период британского правления многие хокло эмигрировали через Гонконг в США и страны Юго-Восточной Азии. Регулярные торговые связи между Гонконгом и Амоем были установлены летом 1842 года, после подписания Нанкинского договора.  
Некоторые хокло сколотили крупные состояния на посреднической торговле (в том числе индийским опиумом и китайским шёлком) между британцами Гонконга с одной стороны и местными купцами из Кантона и Амоя с другой. В 1911 году в Гонконге проживало 8,4 тыс. хокло (1,9 % всего населения колонии), в том числе 6,9 тыс. — на острове Гонконг и в Коулуне, более 1,4 тыс. — на Новых Территориях. В 1916 году в Гонконге было создано землячество фуцзяньских торговцев «Фуцзянь Шанхуэй».   
В 1961 году в Гонконге насчитывалось 184,5 тыс. хокло, говоривших на диалекте хоккиен (6,26 % всего населения колонии), в 1971 году — 136 тыс. хокло. Согласно данным за 2006 год диалектом хоккиен владело лишь 0,8 % гонконгцев. Таким образом, хокло во втором и третьем поколении перестают пользоваться родным языком и переходят на более престижный в Гонконге кантонский диалект.

## Современное положение
Большинство хокло исповедуют буддизм, даосизм и конфуцианство, небольшая часть — христианство. В современном Гонконге хокло не имеют своего влиятельного бизнес-сообщества или этно-лингвистической ассоциации.